# Třída Bay (2018)
Třída Bay je třída záchranných plavidel kanadské pobřežní stráže. Jejich oficiální označení je High Endurance Search and Rescue Lifeboats, neboť jejich hlavním úkolem je plnění misí SAR ve vzdálenosti až 100 námořních mil od pobřeží. Plánována je stavba 20 člunů této třídy. Čluny jsou pojmenovány podle kanadských zátok. Ve službě jsou od roku 2017. Do června 2022 bylo dodáno dvanáct člunů.

## Pozadí vzniku
Záchranná plavidla třídy Bay vyvinula kanadská společnost Robert Allan Ltd. jako zvětšenou a vylepšenou verzí britské třídy Severn, upravenou pro službu v bouřlivých kanadských vodách. Ve službě nahrazují záchranné čluny třídy Arun. Čluny tak mohou bezpečně operovat v počasí do úrovně 12 stupně Beaufortovy stupnice a v až 12metrových vlnách. Kontrakt ve výši 89,2 milionu kanadských dolarů na stavbu prvních 12 člunů získaly v červenci 2015 kanadské společnosti Chantier Naval Forillon se sídlem v Gaspé v Québecu a Hike Metal Products v Wheatley v Ontariu. Každá staví šest člunů.
Stavba začala v srpnu 2016. Jako první dvě byly v 13. října 2018 doručeny jako CCGS McIntyre Bay a CCGS Pachena Bay. V prosinec 2018 kanadská vláda schválila stavbu dalších osmi jednotek této třídy, čímž jejich celkový počet stoupne na 20. Obě loděnice si je rozdělily rovným dílem.
Jednotky třídy Bay:
| Jméno                  | Vstup do služby   | Základna                             | Status    |
| ---------------------- | ----------------- | ------------------------------------ | --------- |
| CCGS Pennant Bay       | 10. července 2019 | St. Anthony, Newfoundland            | aktivní   |
| CCGS Baie de Plaisance | 19. července 2019 | Cap-aux-Meules, Îles de la Madeleine | aktivní   |
| CCGS Sacred Bay        | 22. srpna 2019    | Old Perlican, Newfoundland           | aktivní   |
| CCGS Conception Bay    | 11. září 2020     | Twillingate, Newfoundland            | aktivní   |
| CCGS Florencia Bay     | 17. března 2021   | Tahsis, Britská Kolumbie             | aktivní   |
| CCGS Hare Bay          | 6. června 2022    | Sambro, Nové Skotsko                 | aktivní   |
| CCGS La Poile Bay      | 4. srpna 2022     | Louisbourg, Nové Skotsko             | aktivní   |
| CCGS Pachena Bay       | 30. srpna 2022    | Port Hardy, Britská Kolumbie         | aktivní   |
| CCGS Chignecto Bay     | 2. září 2022      | Port Bickerton, Nové Skotsko         | aktivní   |
| CCGS Shediac Bay       | 13. září 2022     | Saint John, Nový Brunšvik            | aktivní   |
| CCGS McIntyre Bay      | 9. listopadu 2022 | Prince Rupert, Britská Kolumbie      | aktivní   |
| CCGS Chedabucto Bay    | 12. července 2023 | Clark's Harbour, Nové Skotsko        | aktivní   |
| CCGS Gabarus Bay       | 30. srpna 2023    | Burgeo, Newfoundland                 | aktivní   |
| CCGS Cadboro Bay       | 25. června 2024   | Hartley Bay, Britská Kolumbie        | aktivní   |
| CCGS Barrington Bay    | 30. července 2024 | Burin, Newfoundland                  | aktivní   |
| CCGS Baie des Chaleurs | 30. července 2025 | Grand Passage, Nové Skotsko          | aktivní   |
| CCGS Groswater Bay     |                   |                                      | ve stavbě |
| CCGS Mira Bay          |                   |                                      | ve stavbě |
| CCGS Cascumpec Bay     |                   |                                      | ve stavbě |
| CCGS Baie de Gaspé     |                   |                                      | ve stavbě |

## Konstrukce
Čluny jsou postaveny ze slitin hliníku. Posádka je obvykle čtyřčlenná, může být až šestičlenná. Plavidlo dále pojme dva ležící a 12 sedících zachráněných osob. Pohonný systém tvoří dva diesely MTU 10V 2000 M94, každý o výkonu 1 610 hp, pohánějící dva lodní šrouby s pevnými lopatkami. Manévrovací schopnosti zlepšují jeden příďový dokormidlovací zařízení. Nejvyšší rychlost dosahuje 25 uzlů. Dosah je 250 námořních mil při rychlosti 15 uzlů a vytrvalost jednoho dne.